# Marlene Müller-Haas
Marlene Müller-Haas (Pseudonym: Eta Wichert; * 8. Juli 1948 in Randersacker) ist eine deutsche Übersetzerin.

## Leben
Marlene Müller-Haas absolvierte ein Studium der Kunstgeschichte,
Niederlandistik und Germanistik an Universitäten in Amsterdam und Berlin. Anschließend lehrte sie an der Freien Universität Berlin. Sie lebt heute als freie Übersetzerin in Berlin.
Marlene Müller-Haas übersetzt Belletristik, Sachbücher und Ausstellungskataloge aus dem Niederländischen ins Deutsche. Müller-Haas ist Mitglied im Verband deutschsprachiger Übersetzer literarischer und wissenschaftlicher Werke. 2002 erhielt sie für ihre Übersetzung des Essaybandes Kirschenblut von Charlotte Mutsaers den Else-Otten-Übersetzerpreis.

## Herausgeberschaft
- Bart van der Leck, Stuttgart 1994

## Übersetzungen
- Armando: Sämtliche Märchen, München 2005 (übersetzt zusammen mit Mirjam Pressler)
- Armando, Nürnberg 2002 (übersetzt zusammen mit Anne Stolz)
- Armando, neue Horizonte, Bedburg-Hau 2005 (übersetzt zusammen mit Nelleke van Maaren)
- Maarten Asscher: H2Olland, München 2010
- Maarten Asscher: Julia und der Balkon, München 1999
- Maarten Asscher: Die Reise des David Melba, München 2001
- Maarten Asscher: Stunde und Tag, München 2006
- Adriaan Bekman: Lebendige Organisationen, Lengerich [u. a.] 2003
- Liz Bijnsdorp: Die 147 Personen, die ich bin, Stuttgart 1996
- Ferdinand Bordewijk: Bint, München 2012
- Ferdinand Bordewijk: Charakter, München 2007
- Boris Rebetez, Zürich 2010 (übersetzt zusammen mit Suzanne Schmidt)
- Ina Bouman: Nebenwirkung, Berlin 1993 (übersetzt zusammen mit Diete Oudesluijs)
- Ina Bouman: Willenlos, Berlin 1993 (übersetzt zusammen mit  Diete Oudesluijs)
- Jos van der Brug: Unternehmen Lebenslauf, Stuttgart 1997
- Paul Claes: Der Phoenix, Frankfurt am Main 2001
- Paul Claes: Rilkes Rätsel, Oberhausen 2009
- Alfred van Cleef: Die verirrte Insel oder Die weite Reise eines unglücklichen Mannes, Hamburg 2002
- Bo Coolsaet: Liebe, Lust und was wirklich zählt, Köln 2001 (übersetzt zusammen mit Diete Oudesluijs)
- Bo Coolsaet: Der Pinsel der Liebe, Köln 1999 (übersetzt zusammen mit Diete Oudesluijs)
- Cornelis Bega, Stuttgart 2012 (übersetzt zusammen mit Frank Süßdorf)
- Adriaan van Dis: Doppelliebe, München [u. a.] 2004
- Adriaan van Dis: Ein feiner Herr und ein armer Hund, München 2009
- Adriaan van Dis: Palmwein oder Die Liebe zu Afrika, München [u. a.] 2000.
- Adriaan van Dis: Unter den Dächern aus Zink, Hamburg 2011.
- Adriaan van Dis: Das verborgene Leben meiner Mutter, Droemer Knaur, München 2016.
- Sanderijn van der Doef: Ach, so ist das!, Bindlach 1996
- Carl Friedman: Vater, Zürich 1993
- Léon Hanssen: Menno ter Braak, Münster [u. a.] 2011
- Herren der Meere – Meister der Kunst, Rotterdam 1996
- Katelijne van Heukelom: Einsame Höhen, München 2007
- Geert van Istendael: Mijn Duitsland, Berlin 2008
- Jacob Backer, Zwolle 2009 (übersetzt zusammen mit Susanne Karau)
- Hans Jansen: Mohammed, München 2008
- Arthur Japin: Der Schwarze mit dem weißen Herzen, München 1999
- Toon Horsten: Der Pater und der Philosoph. Die abenteuerliche Rettung von Husserls Vermächtnis. Galiani Berlin Verlag, Köln 2021. ISBN 978-3-86971-211-6.
- Henk van Kerkwijk: Meuterei auf hoher See, Stuttgart 1995
- Jan Konst: Der Wintergarten : Eine deutsche Familie im langen 20. Jahrhundert, München 2020
- Ariëlla Kornmehl: Was du mir verschweigst, München 2011
- Bart Lootsma: Neue niederländische Architektur – superdutch, Stuttgart [u. a.] 2000
- Geert Mak: Der Mord an Theo van Gogh, Frankfurt am Main 2005
- Malerische Winkel – weite Horizonte, Stuttgart 2008 (übersetzt zusammen mit Susanne H. Karau)
- Marcel van Eeden, Nürnberg 2003
- Josepha Mendels: Rolien & Ralien, Berlin 2020
- Marga Minco: Nachgelassene Tage, Bergisch Gladbach 2000
- Harry Mulisch: Die Zukunft von gestern, Berlin 1995
- Charlotte Mutsaers: Kirschenblut, München [u. a.] 2001
- Charlotte Mutsaers: Kutscher Herbst, München 2011
- Charlotte Mutsaers: Rachels Röckchen, München [u. a.] 1997
- Nach „Ihm“: Horst Janssen und Rembrandt, Oldenburg 2008
- Elizabeth Nobel: Das Talent, Berlin 2000
- Die Olympiade unter der Diktatur, Berlin 1996
- Leo Pleysier: Der Gelbe Fluß ist gefroren, Berlin 1997 (übersetzt unter dem Namen Eta Wichert)
- Die Realität der Bilder, Schwerin 2003 (übersetzt zusammen mit Belinda Ebauer)
- Mark Schaevers: Orgelmann. Felix Nussbaum – ein Malerleben, Galiani, Berlin 2016, ISBN 978-3-86971-135-5 (Titel der Originalausgabe: Orgelman. Felix Nussbaum – een schildersleven).
- Robert Zandvliet, zoom in, Düsseldorf 2005
- Thomas Rosenboom: Der Nachfolger, München 2009
- Thomas Rosenboom: Neue Zeiten, München 2004
- Thomas Rosenboom: Tango, München 2005
- Marjan Sax: Begraben und vergessen?, Berlin 1993 (übersetzt zusammen mit Diete Oudesluijs)
- Maurits Smeyers: Flämische Buchmalerei, Stuttgart 1999 (übersetzt zusammen mit Franz J. Lukassen)
- Snapshots, Ostfildern-Ruit 2004 (übersetzt zusammen mit Alfons Rutigliano)
- Dick Swaab: Wir sind unser Gehirn, München 2011
- Akky van der Veer: Die Männer von Midgard, Stuttgart 1998
- Lulu Wang: Das Seerosenspiel, München 1997
- Dirk van Weelden: Orvilles Gäste, Köln 1999
- Der Zauber des Alltäglichen, Ostfildern-Ruit 2005